# Урочище «Турська стінка»
Уро́чище «Ту́рська стінка» — ботанічний заказник місцевого значення в Україні. Розташований на південь від с. Вільшанка Крижопільському районі Вінницької області у долині р. Вільшанка.
Площа — 40,8 га. Утворений у 1995 році. (Розпорядження Вінницької обласної державної адміністрації від 22.12.1995 р. № 200). Перебуває у віданні СТОВ «Вільшанське».
Охороняється цінна ділянка природної степової рослинності, у складі якої представлені: горицвіт, фіалка запашна.
Територія знаходиться на крутому кам'янистому схилі по лівому боці долини р. Вільшанка крутизною до 40°. Ділянка представлена вигоном і кам'янистими місцями, слабо еродована. На поверхню виходять вапнякові породи Східноподільських товтр. Рослинний покрив представлений лучно-степовими і петрофітними угрупованнями, подекуди деградований. Серед домінантів травостою виділяються Koeleria cristata, Pilosella officinarum, Poa angustifolia, P. pratensis, Botriochloa ischaemum, розсіяно росте Stipa capillata. З рідкісних первоцвітів тут ростуть Adonis vernalis і Crocus reticulatus. Популяції обох видів численні та займають багато гектарів у долині Вільшанки. Загальна площа популяції горицвіту становить тут 12–15 га, в її складі росте до 2000 генеративних особин виду. У популяції крокусу в урочищі відмічено біля 700-800 генеративних особин. 
У складі флори "Турської стінки" присутні такі цінні лікарські види, як горицвіт, шавлія поникла, лядвенець рогатий.